# Campicoloides bifasciatus
Campicoloides bifasciatus é uma espécie de ave da família Muscicapidae.
Pode ser encontrada nos seguintes países: Lesoto, África do Sul e Essuatíni.
Os seus habitats naturais são: campos de gramíneas subtropicais ou tropicais secos de baixa altitude.